# Virginie Marsan
Virginie Marsan (Monaco, 6 luglio 1985) è un'attrice italiana.

## Biografia
Esordisce giovanissima nel cinema con Piccolo grande amore (1993), diretto da Carlo Vanzina, marito della madre Lisa Melidoni. In seguito continua a lavorare con il patrigno in un'altra dozzina di film, oltre che nella fiction di Mediaset Un ciclone in famiglia.

## Filmografia
- Piccolo grande amore, regia di Carlo Vanzina (1993)
- S.P.Q.R. - 2000 e ½ anni fa, regia di Carlo Vanzina (1994)
- Io no spik inglish, regia di Carlo Vanzina (1995)
- A spasso nel tempo, regia di Carlo Vanzina (1996)
- A spasso nel tempo - L'avventura continua, regia di Carlo Vanzina (1997)
- Vacanze di Natale 2000, regia di Carlo Vanzina (1999)
- Quello che le ragazze non dicono, regia di Carlo Vanzina (2000)
- E adesso sesso, regia di Carlo Vanzina (2001)
- Il pranzo della domenica, regia di Carlo Vanzina (2003)
- Un ciclone in famiglia, regia di Carlo Vanzina (2005-2008)
- Piper, regia di Carlo Vanzina (2007)
- La vita è una cosa meravigliosa, regia di Carlo Vanzina (2010)
- Sotto il vestito niente - L'ultima sfilata, regia di Carlo Vanzina (2011)
- Ex - Amici come prima!, regia di Carlo Vanzina (2011)
- Sapore di te, regia di Carlo Vanzina (2014)